# Alphonsine Cheusi
Alphonsine Kalume Asengo Cheusi (nascida a 9 de maio de 1955) é uma magistrada quinxassa-congolesa nomeada para o Tribunal Constitucional da República Democrática do Congo. Ela foi a primeira e única mulher indicada para o tribunal de nove juízes pelo presidente Felix Tshisekedi em 22 de outubro de 2020. Antes dessa nomeação, ela actuou como Conselheira do Supremo Tribunal de Justiça em 2013 e, em 2018, Conselheira do Conselho de Estado.

## Educação e carreira
Chuesi recebeu um Diploma de Estado em 1974 e um diploma em Direito Económico em 1983 pela Universidade de Quinxassa (UNIKIN). Em 1989, ela actuou como chefe da Divisão Única do Departamento da Liberdade e do Cidadão. No mesmo ano, recebeu mais duas nomeações, como magistrada por ordem de organização judiciária durante dois anos, e a primeira procuradora adjunta e designada para o gabinete do procurador de Kalamu.